# Kuon
Kuon (九怨, littéralement Éternité) est un jeu vidéo de type survival horror développé par FromSoftware et sorti en 2004 sur PlayStation 2.

## Accueil
- Jeuxvideo.com : 12/20[2]